# RT-LAMP
RT-LAMP (ang. Reverse Transcription Loop-mediated Isothermal Amplification) – metoda powielania łańcuchów RNA polegająca na reakcji odwrotnej transkrypcji przy jednoczesnej reakcji amplifikacji cDNA w temperaturze 60-70 °C. Metoda wykorzystywana w detekcji wirusów RNA, m.in. COVID-19 czy wirusa Ebola.
Metoda RT-LAMP pozwala na wykrywanie specyficznych dla danego wirusa fragmentów sekwencji RNA (a co za tym idzie samego wirusa), co jest możliwe poprzez porównywanie fragmentów sekwencji ze zsekwencjonowaną sekwencją dostępną w odpowiednich bazach danych.

## Diagnostyka COVID-19
Metoda RT-LAMP jest wykorzystywana w diagnostyce COVID-19 jako tańsza i szybsza alternatywa dla testów opartych na PCR. W przeciwieństwie do, na przykład, testów immunologicznych metoda RT-LAMP może być wykorzystywana do wczesnej diagnozy obecności wirusa w organizmie na podstawie wymazu z nosogardzieli bądź bezpośrednio ze śliny; testy oparte na metodzie RT-LAMP nie wymagają wcześniejszej izolacji odpowiednich fragmentów  RNA.
Testy oparte na RT-LAMP wykorzystywane są na szerszą skalę w takich krajach jak Wielka Brytania, Francja czy Paragwaj. W Polsce, w listopadzie 2020 firma Inno-Gene przeprowadziła pilotażowe testowanie w zakładzie grupy Pesa testami opartymi na RT-LAMP.

## Diagnostyka chorób zwierzęcych
Metodę RT-LAMP wykorzystano eksperymentalnie do detekcji pewnych nowych wirusów typu BYD u kaczek. W 2013 metodę wykorzystano w Chinach do wyizolowania przenoszonego przez owady wirusa Akabane u płodów krowich.